# Anthrax atriplex
Anthrax atriplex är en tvåvingeart som beskrevs av Marston 1970. Anthrax atriplex ingår i släktet Anthrax och familjen svävflugor. Inga underarter finns listade i Catalogue of Life.